# صباح بن جابر الصباح
الشيخ صباح بن جابر بن عبد الله الصباح (توفي سنة 1866)، حاكم الكويت الرابع. تولى الحكم بعد وفاه والده الشيخ جابر بن عبد الله الصباح سنة 1859 وكانت فترة حكمه قصيره، إلا أنه كان قد شارك والده في إدارة البلد في العشرين عامًا الأخيرة من حكمه. وفي فترة حكمه احتفظ بالسلطة السياسية وترك السلطة القضائية إلى القاضي حيث كان يتولاها وحده وبدون تدخل منه. كما اتسعت التجارة في عهده وكثرت أموال الكويت، فأراد أن يضع رسومًا جمركية على البضائع الخارجية إلا أن الوجهاء أبوا عليه وصارحوه:«لا تجعل على أموالنا ما لم يجعله أبوك ولا جدك من قبل» فحاول إقناعهم برأيه، ولكنهم رفضوا وقالوا له:«كلنا تحت أمرك وطوع إشارتك، واموالنا وقف على ما ينتايك من تكاليف». وفي عهده تحسنت علاقات الكويت بالدولة العثمانية ضمن إطار تبعيتها الاسمية، فلم يكن هناك أي مظاهر لتبعية فعلية: فلا جزية ولا رسوم تدفعها الكويت إلى الدولة العثمانية ولا وجود لموظفين عثمانيين ولا حاميات ومراكز عسكرية عثمانية على أرض الكويت. فضلاً عن تصرف الكويت باستقلالية في شؤونها وعلاقاتها الخارجية. وفي هذا الإطار نشأت علاقات وثيقة بين الجانبَين.

## صفاته
وصف «الكولونيل بيلي» الشيخ صباح حين زار الكويت سنة 1863 ثم سنة 1865م بأنه بشوش قوي البنية طيب القلب عليه وقار الثمانين عامًا، يتمتع بصوت جهوري وحيوية دافقة، فقد كان على جانب كبير من التواضع، حيث رآه بتناول الطعام في المساء مع فقراء المدينة ومع البدو النازلين خارج أسوارها، وعندما زاره في بيته وجده يجلس على حصير كان مصنوعًا في البصرة. وكان الشيخ حسن المظهر يدير الأمور بروح الأب تجاه أبنائه، لايأنف من أن ينزل على حكم القاضي إذا خالفه الرأي. ووصفه لوريمر بأنه نحيل طويل القامة خشن المظهر ولكنه شفوق رحيم وقد تجاوز عمره الثمانين عامًا. ولفت نظر بيلي سعة أفق حاكمها وإطلاعه على ما يجري خارج الكويت من أمور لها صلة بالأحداث في أوروبا والعالم وكان ذلك من خلال صحيفة عربية كانت تصدر في باريس وترسل إليه حافلة بالأخبار الأجنبية والمحلية.

## نزاع العجمان مع فيصل آل سعود

### معركة مَلَح
استلم الشيخ راكان بن حثلين زعامة قبيلته العجمان، فجعل يكتب إلى الإمام فيصل ويتودد له ويرسل إليه الرسل والهدايا من الخيل والركاب، حتى حضر بين يديه وبايعه على السمع والطاعة. ثم عظم أمره ووثق بقوة قبيلته، فأغار في سنة 1860م على إبل الإمام فيصل نفسه وأخذها وارتحل ومعه قبيلته من ديرة بني خالد إلى ماء الصبيحية جنوب الكويت. فكلف الإمام فيصل إبنه عبد الله بقيادة حملة لمطاردة راكان، فخرج عبد الله من الرياض أواخر شعبان 1276هـ/مارس 1860م حيث توجه إلى ماء الوفراء فهجم على مجموعة من العجمان كانت تقيم هناك، فهربوا ونزلوا على راكان في الجهراء. ثم توجه عبد الله نحو منطقة ملح قريبا من الكويت، فقرر العجمان مواجهته ودارت المعركة في ملح يوم 17 رمضان 1276هـ/ 3 أبريل 1860م حيث انهزمت قبيلة العجمان بقيادة زعيمهم راكان وقتل منهم حوالي 700 رجل وفر الباقي إلى الكويت. ثم أرسل الأمير عبد الله وكان موجودًا وقتها في الجهراء رسولًا إلى الشيخ صباح يطلب منه أن يطردهم، لكن الرسول أساء التعبير فقال له إن معزبك (وتعني سيدك) يأمرك بإخراج العجمان، فغضب وأمر باستنفار أهل الكويت لقتال عبد الله آل سعود، فوصل الخبر إلى عبد الله فأرسل رسولا آخر إلى الكويت مظهرًا أسفه ومعتذرًا عن سوء تصرف رسوله، فقبلت المعذرة وتبادل الطرفين الرسل.

### معركة طينة
بعد أن فر العجمان ومعهم الكثير من المنتفق إلى الجهراء وكان ذلك سنة 1277هـ ويصادف ربيع 1861م علم الإمام فيصل بن تركي بتحالف العجمان والمنتفق ومسيرهم إلى أرض الكويت، أمر ابنه عبد الله أن يسير بجنوده لقتالهم، فخرج من الرياض قاصدًا الجهراء دون أن يعلم المنتفق ومن معهم من العجمان وغيرهم بمقدمه، فلما وصلوا المطلاع صبحهم عبد الله بمن معه من الجنود فحصل بين الفريقين قتال شديد انهزمت فيه المنتفق والعجمان ولجئوا إلى ساحل البحر وهو في حالة جزر، فتوقف جيش عبد الله عن ملاحقتهم وظل محاصرًا لهم من بعيد، ولما مد البحر طغى عليهم الماء وغرق منهم حوالي 1500 رجل ولم ينج منه إلا رئيسهم راكان وزوجته ومن تبعه من رجاله، فبعد ان ركب جواده أردف زوجته خلفه فأطلق له العنان حيث اخترق صفوف العدو بقوة وتبعه رجاله، فلم يتعرض لهم أحد. وسميت تلك الوقعة بالطبعة أو الطينة بسبب موت الكثير منهم بالطين والوحل. وكانت تلك المعركة يوم 15 رمضان 1277هـ/ 26 مارس 1861م، وقد غنم من أموالهم مالا يعد ولا يحصى. أما الشيخ راكان فقد عاد إلى البحرين لاجئًا عند شيخها محمد بن خليفة.

## قضية أرض الصوفية
في سنة 1866م طالب بعض أسرة آل زهير حكام الزبير من الشيخ صباح بن جابر برد أرض الصوفية لهم لأن من باعها للشيخ لم يكن موكلا من قبلهم لبيعها، فلما لم يجبهم الشيخ صباح إلى ما طلبوا رفعوا القضية إلى المحكمة المدنية في البصرة، فأوفد الشيخ صباح إبنه الأكبر عبد الله موكلا من قبله لكي يبين للقائم مقام البصرة صحة البيع، وان الأرض ملك لشيخ الكويت اشتراها والده جابر من آل زهير، وكانت المحكمة منحازة فيما يبدو إلى جانب آل زهير، فكان قرار القائمقام البصرة بمصادرة الصوفية وأن يدفع شيخ الكويت قيمة محصول التمور لمدة سبعة أعوام للمدعين. ولما رفض الشيخ عبد الله الحكم كاد ان يلقي به القائمقام في السجن لولا تدخل سالم البدر، ثم رفعت القضية بعدها إلى والي بغداد الذي أعاد النظر في قرار محكمة البصرة، وقرر أن الصوفية هي من أملاك شيخ الكويت. ويبدو أن الوزير نامق باشا والي بغداد اتخذ ذلك القرار بعد أن تأكد لديه بنية الشيخ صباح الهجوم على الزبير إذا صدر القرار ضد مصلحته، وأنه تلقى دعما من الإمام عبد الله بن فيصل آل سعود. وقيل أن الباشا كان يطمع في جعل الكويت قضاءً عثمانيًا، وتعيين الشيخ عبد الله قائمقام لتلك الإمارة. وقد عرض الأمر على عبد الله الذي اعتذر عن قبول هذا الأمر طالما أبوه على قيد الحياة، ووعده بقبول طلبه عندما يؤول أمر حكم الكويت إليه، فاكتفى نامق باشا منه بهذا الوعد.

## أبنائه
لديه من الأبناء:
- الشيخ عبد الله وأمه ابنة جراح الفاضل.[1]
- الشيخ محمد والشيخ مبارك والشيخ جراح وعذبي وحبابة، وأمهم لولوة بنت محمد بن ابراهيم الثاقب.[20]
- الشيخ حمود والشيخ جابر والشيخة هيا والشيخة سبيكة، وأمهم «موزة بنت سلمان الداود»
- الشيخ أحمد.
- الشيخة موزة.

## الملاحظات
1. ↑  ملح (بفتح الميم واللام) هي واحة في جنوب غرب الكويت شرقي الصمان، وفيها آبار مياه عذبة، وكانت في طريق القوافل من نجد قاصدة الكويت والزبير والبصرة.[7]